# Draakvissen
De draakvissen (Chimaeriformes) zijn kraakbeenvissen en vormen de enige orde van de onderklasse zeekatten (vissen) of Holocephali, niet te verwarren met de inktvis-achtige zeekatten, die behoren tot de weekdieren, een heel andere stam. Diverse fossiele soorten kraakbeenvissen worden verondersteld te behoren tot deze onderklasse, en zijn beschreven als zustergroepen van deze orde. Draakvissen hebben een skelet van kraakbeen.
De bekendste kraakbeenvissen zijn de haaien en de roggen, die samen de onderklasse Elasmobranchii vormen. De draakvissen vormen de enige andere onderklasse Holocephali. Ze zijn dus nauwer verwant aan haaien en roggen dan aan andere vissen, en hebben een primitieve fysiologie.
Draakvissen zien er soms bizar uit door een plat lichaam, vleugelachtige vinnen en het ontbreken van schubben. Sommige soorten hebben een zeer lange dunne staart of stekels op de rugvin ter verdediging. Enkele bekende vertegenwoordigers zijn de ploegneusdraakvissen en de gewone draakvis, Chimaera monstrosa (niet te verwarren met de zeedraken, die verwant zijn aan de zeepaardjes).
De indeling van deze diepzeevissen is voortdurend in beweging. Sinds de eeuwwisseling zijn verschillende nieuwe soorten gevonden. Er zijn nu ongeveer veertig soorten beschreven, verdeeld in zes geslachten en drie families. Daarnaast zijn er twee families met in totaal drie geslachten als fossielen bekend. De hier gevolgde indeling is die volgens Fishbase.

## Taxonomie
- Orde: Chimaeriformes (Draakvissen)
  - Familie: Callorhinchidae (Ploegneusdraakvissen of doodskopvissen)
  - Familie: Chimaeridae (Kortneusdraakvissen)
  -  Familie: Rhinochimaeridae (Langneusdraakvissen)